# تل حرمل
تل حرمل هو موقع آثار في بغداد، وهي التسمية الحديثة له إذ كان يسمى (شادوبوم)، وكان في الماضي مركزا إداريا تابعا إلى مملكة إشنونة والتي كان مركزها تل أسمر الواقع شرق بغداد في محافظة ديالى، ويقع قريبا منها تل محمد الذي كان يسمى بنايا، وكلا التلين الأثريين يقعان في منطقة بغداد الجديدة.
ومعنى اسمها القديم شادوبوم هو ديوان الحساب أو بيت المال والذي يشير إلى أهمية هذا الموقع كمركز إداري ومالي في مملكة إشنونة.
وأقدم استيطان سكني للمدينة كان في عهد الإمبراطورية الأكدية وعهد سلالة أور الثالثة الحاكمة (3250-2115 ق. م)، ولقد عظم شأن مدينة شادوبوم في منتصف العصر البابلي القديم قبل حوالي 3800 عام. ولقد عثر على مجموعة من المباني المشيدة باللبن والطين ومن بينها ستة معابد فيها معبد كبير بني على طراز المعابد البابلية الجنوبية، وكان على جانبي المعبد وعلى جانبي المدخل إلى الحجرة الواقعة في الوسط تمثالين لأسدين مصنوعة من الفخار.
وفي موقع تل حرمل نشاهد عدة مباني مستطيلة الشكل بهيئة مستطيل غير منتظم، يبلغ طوله 147م وعرضه 98م. وفي جبهته الشمالية باب واسع، وفيه من جبهته الشمالية الشرقية برجان كبيران وفيه أعظم مبنى أثري تم اكتشافه حديثا وهو المعبد الرئيس كما يشاهد معبدين صغيرين تمت صيانتهما وتسقيفهما.
لقد كانت (شادوبوم) في العصور القديمة مدينة حضارية ومركزا علميا حيث عثر علماء الآثار في الموقع على مجموعة من الرقم الطينية (ألواح طينية) منها ما يشرح قضايا رياضية وهندسية وأخرى معادلات جبرية، وفي أحدها شرح لحالة هندسية من تشابه مثلثات قائمة الزاوية والتي كانت هذه النظرية تنسب للعالم اليوناني اقليدس الذي ولد بعد 17 قرناً من بداية العصر البابلي القديم، ولقد احتوت الرقم الطينية في تل الحرمل على جداول رياضية مطولة في الضرب ورفع الأعداد وإيجاد جذورها من القوى المختلفة، وجداول أخرى بمعكوس الأعداد الرياضية لإجراء عملية القسمة، ومسائل أخرى تم حلها بالطريقة الرياضية المعروفة اليوم باسم اللوغارتمات، وهذا إلى جانب معاجم لغوية ورقم طينية تحوي قصص أدبية وأخرى تثبت أسماء مواقع جغرافية.

ويستدل على كثرة الرقم الطينية والألواح البالغ عددها أكثر من ألفي لوح طيني والتي عثر عليها داخل المبنى على أنه كان مركزاً مهماً لايداع السجلات الرسمية للمملكة وأن الموقع كان بمثاية خزانة كتب رسمية، ويشتمل معظم الألواح على عقود وصكوك تجارية ومقاولات وعقود زواج وتبن وقضايا أرث ورسائل رسمية من ملوك مملكة إشنونة ويشتمل البعض الآخر على سجلات جمع الضرائب والواردات والأموال الرسمية وأجور العمال إلى غير ذلك من الشؤون الإدارية.

## تاريخ اكتشاف المستوطنة

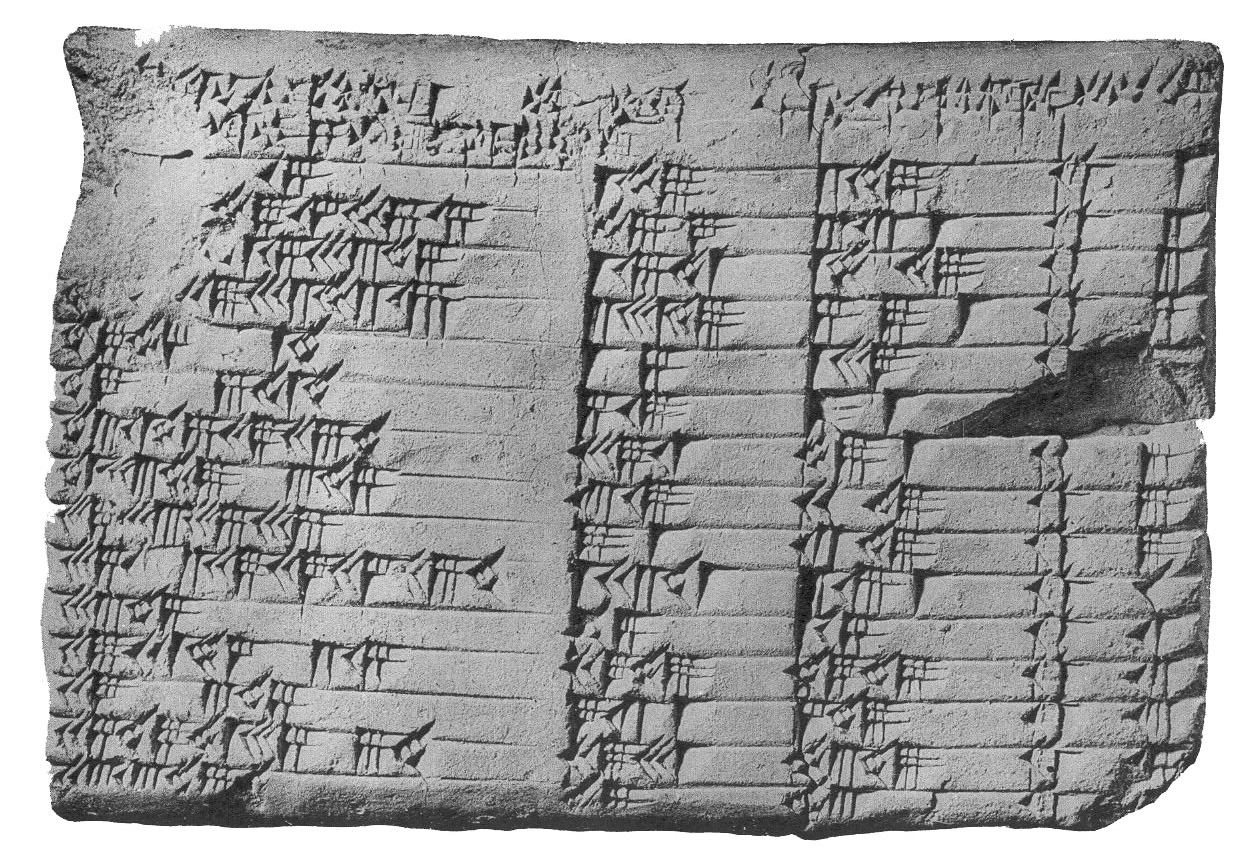
لوحة بابلية (رقم طيني) تحتوى على جداول رياضيات، يعود تاريخها إلى ما يقارب ألف وثمان مائة عام قبل الميلاد اسمها بليمتون 322.

لقد اكتشف موقع هذه المستوطنة التاريخية عالم الآثار العراقي طه باقر في الفترة من عام 1945 حتى عام 1963، حيث اكتشف فيه نحو 2000 رقم طيني، وفي عامي 1997 و 1998 عمل في تل حرمل فريق أثري من جامعة بغداد والمعهد الأثري الألماني بقيادة پيتر ميگلوس وليث حسين.
وعثر في الموقع على نسخة من قانون إشنونا الذي يعود إلى أوائل العصر البابلي القديم في حدود عام 1900 - 1850 قبل الميلاد. حيث عثر على لوحين من الطين دونت عليهما باللغة البابلية مواد من قوانين مملكة إشنونة وهذه القوانين التشريعية هي أقدم من قوانين شريعة حمورابي التي شرعت بحوالي عام 1792 قبل الميلاد، وكانت مملكة أشنونا التي تعود إليها هذه الشريعة القديمة دولة من دويلات العراق القديمة وعاصمتها تسمى أشنونا وموضعها الآن في آثار تل أسمر الواقع شرق نهر ديالى، وكانت جميع المناطق من ديالى حتى تل حرمل تابعة لها، ويستخلص من دراسة اللوحين اللذين عثر عليهما في موقع تل حرمل أن المواد التي أمكن إظهارها من قانون إشنونا بلغت 61 مادة قانونية، ولا يعرف مجموع مواد القانون، حيث أن قانون شريعة حمورابي يحتوي على 282 مادة. وإن الشريعة هذه لا تختلف من حيث الصيغة عن قانون حمورابي الذي وضع على شكل مواد قانونية، كما إن المواد التي قننها الملك البابلي لبت عشتار باللغة السومرية في بداية الألف الثاني قبل الميلاد وعثر على بعض أجزائها في نفر وضعت على غرار قانون تل حرمل أيضا، وتحتوي المواد القانونية التي عثر عليها في تل حرمل على أحكام مختلفة في السرقات والاعتداء والديون والأحوال الشخصية والأجور والأسعار والبيع والشراء إلى غير ذلك من الشؤون القانونية. ومما ذكره المؤرخ والباحث طه باقر في بحث لهُ في قانون إشنونا المكشوف عنه في تل حرمل: ((أن قانون مملكة إشنونة المعثور عليه في تل حرمل أقدم القوانين المدونة والتي جائتنا من العراق القديم، وكان قانون حمورابي إلى زمن قريب أقدم شريعة في تاريخ البشر، ثم بدل هذا الرأي بعد استكشاف أجزاء من قانون سومري يعود إلى الملك لبت عشتار وبما ان القانون المستكشف في تل حرمل أقدم زمناً من حمورابي بنحو من قرنين فيكون بذلك أقدم شريعة كشف عنها البحث حتى الآن)).

المدن السومرية القديمة